# تپه کولی
تپه کولی مربوط به دوره نوسنگی - مس و سنگ است و در شهرستان دورود، بخش مرکزی، دهستان دورود، ۲۰۰ متری غرب روستای چقابدار واقع شده و این اثر در تاریخ ۲۳ بهمن ۱۳۸۵ با شمارهٔ ثبت ۱۷۲۱۱ به‌عنوان یکی از آثار ملی ایران به ثبت رسیده است.